# Thomas Moran

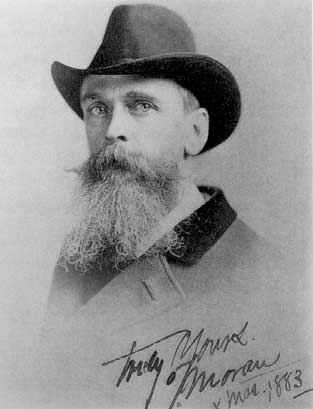
Thomas Moran

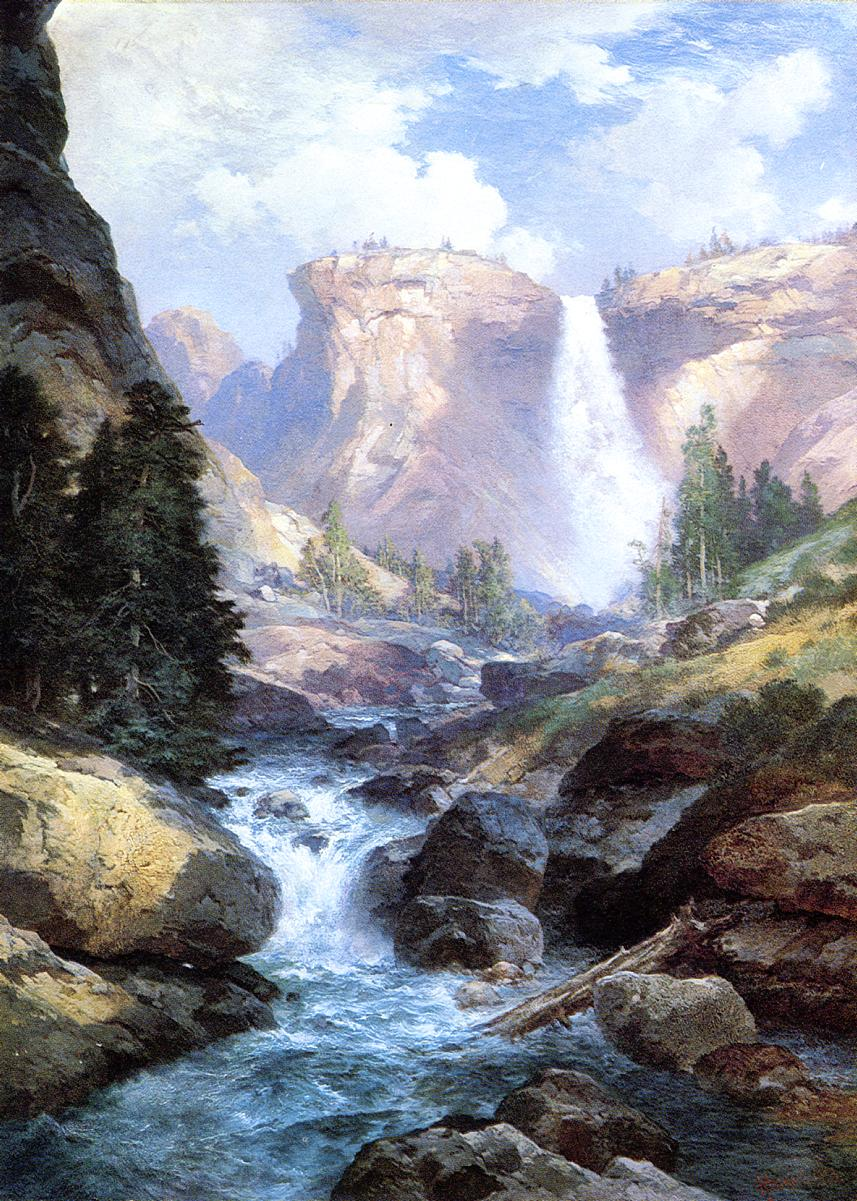
Under the Red Wall Grand Canyon of Arizona

Thomas Moran (* 12. Februar 1837 in Bolton, Lancashire, England; † 25. August 1926 in Santa Barbara, Kalifornien, USA) war ein Maler der Hudson River School.

## Leben
Moran wanderte 1844 mit seinen Eltern von England nach Amerika aus, seine Kindheit verbrachte er in Pennsylvania. Sein älterer Bruder Edward Moran wurde ebenfalls Maler. Thomas Moran machte eine Berufslehre als Xylograph und wurde danach zunächst Illustrator. Später nahm er Malunterricht bei James Hamilton, einem Bewunderer William Turners. 1861 reisten die beiden Brüder nach London. 1871–72 nahm er an der Hayden-Expedition in das Gebiet des heutigen Yellowstone-Nationalparkes teil. Als Erster hielt er dessen Landschaft als Bleistiftskizzen oder in Aquarellen fest. 

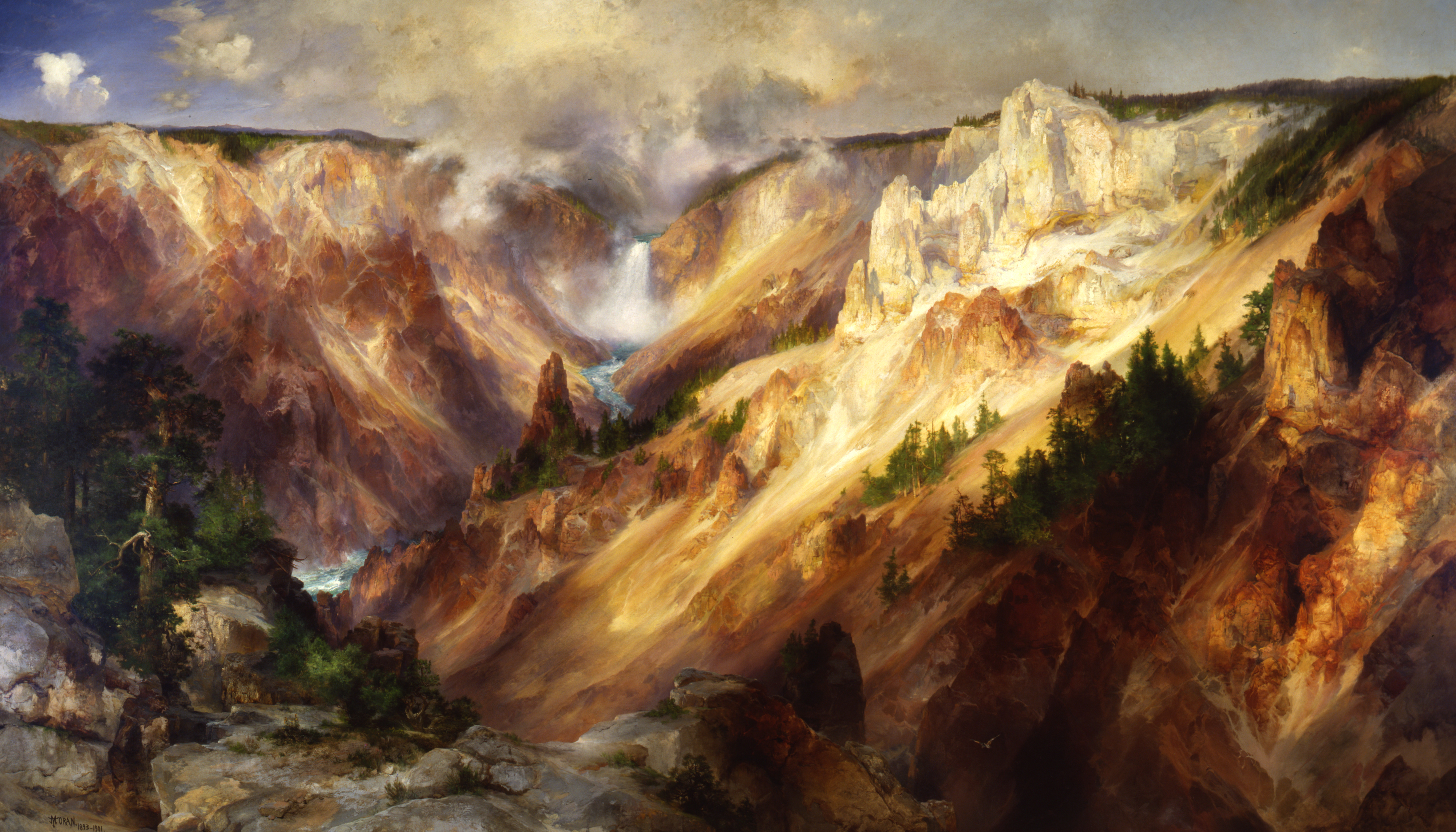
The Grand Canyon of the Yellowstone, Smithsonian American Art Museum

Morans Werke wurden den Kongressmitgliedern präsentiert; diese veranlassten den Ankauf eines seiner Monumentalgemälde. Damit trug er zur Gründung des Yellowstone-Nationalparkes im Jahre 1872 bei. Der Berg Mount Moran im Grand-Teton-Nationalpark wurde später nach dem Maler benannt. Weitere Reisen führten ihn danach mehrmals erneut in den amerikanischen Westen, nach Europa, sowie nach Mexiko.

## Kunstmarkt
Bilder von Thomas Moran erreichen heute auf dem US-amerikanischen Kunstmarkt Preise bis zu 12.000.000 US-Dollar. Da der Maler bis über sein achtzigstes Lebensjahr unablässig produzierte, weist sein Œuvre ein für den Kunsthandel attraktives Volumen auf, das auch zahlreiche kleinere Arbeiten in Aquarelltechnik umfasst. Thomas Moran zählt zu den Künstlern, die von dem englischen Fälscher Shaun Greenhalgh auf den Kunstmarkt gebracht worden sind.